# سورين غيونيا
سورين غيونيا (بالرومانية: Sorin Ghionea)‏ ، من مواليد 11 مايو 1979 في غالاتي في رومانيا ، لاعب كرة قدم روماني.
يلعب مع نادي ستيوا بوخارست منذ عام 2003.
بدأ باللعب مع منتخب رومانيا لكرة القدم في عام 2002.

## روابط خارجية
- سورين غيونيا على موقع الاتحاد الأوربي (الإنجليزية)
- سورين غيونيا على موقع قاعدة بيانات كرة القدم.إي يو (الإنجليزية)
- سورين غيونيا على موقع ناشيونال فوتبول تيمز (الإنجليزية)
- سورين غيونيا على موقع عالم كرة القدم.نت (الإنجليزية)
- سورين غيونيا على موقع كووورة